# 김재식
김재식(金在植, 1923년 11월 20일~2016년 3월 1일)은 대한민국의 기업인이자 정치인, 군인이다. 대한민국의 제10대 국회의원 및 제2대 수산청장, 제16대 전라남도지사를 역임했다.

## 생애
1923년, 일제강점기 조선 전라남도 장성군에서 태어났다. 다쿠쇼쿠 대학을 졸업하고 광복 후에 육군사관학교, 전남대학교 행정대학원을 거쳤다.
군인 시절 육군 제1009야전공병단장, 육군공병기지창장 등을 지냈으며, 1963년에는 농림부 수산국장 수산청장, 1964년에는 수협중앙회장, 1968년 수산청장을 역임했다. 1969년 10월 25일부터 1973년 9월 25일까지 제16대 전라남도지사를 맡았으며, 1973년부터는 동립산업진흥공사 주식회사 사장을 지냈다.
1978년, 제10대 국회의원 선거에서 민주공화당 후보로 당선되었다. 1992년에는 귀향해 농부로 활동하다가 생을 마감했다.

## 역대 선거 결과
|  | 42.78% |

|  | 3.51% |